# Agujero negro de Reissner-Nordström
Un agujero negro de Reissner-Nordstrøm es un agujero negro estático, con simetría esférica y con carga eléctrica, viene definido por dos parámetros: la masa M y la carga eléctrica Q. Su solución fue obtenida en 1918 por el matemático Hans Reissner y el físico teórico Gunnar Nordström a las ecuaciones de campo de relatividad en torno a un objeto masivo eléctricamente cargado y carente de momento angular.

## Descripción geométrica
El agujero negro de Reissner-Nordstrøm es una región isótropa que queda delimitada por dos horizontes de sucesos: uno externo llamado sin más horizonte de sucesos, y otro interno llamado horizonte de Cauchy. Dichos espacios forman una esfera perfecta, debido a la carencia de momento angular, en cuyo centro se encuentra una singularidad espaciotemporal simple, a diferencia del caso más general de un agujero negro de Kerr-Newman que puede presentar singularidades en forma de anillo.
La fórmula que determina la distancia de esta con respecto a los respectivos horizontes de sucesos depende únicamente de la masa y la carga del agujero, en unidades del sistema internacional:

(1){\displaystyle r=r_{\pm }={\frac {G}{c^{2}}}\left(M\pm {\sqrt {M^{2}-{\frac {Q^{2}}{4\pi \epsilon _{0}G}}}}\right)}

donde:
- r es la distancia de cada horizonte de sucesos,
- M es la masa,
- Q es la carga eléctrica y el signo determina el horizonte de sucesos en cuestión, siendo el valor positivo {\displaystyle (r_{+})} para el horizonte externo y el negativo {\displaystyle (r_{-})} para el horizonte de Cauchy.

### Relación el parámetro de carga Q y la masa M
Los valores que toman la carga eléctrica y la masa son muy importantes en la anatomía de un agujero negro de Reissner-Nordstrøm, debido a que es su relación la que determina el límite concreto entre sus horizontes de sucesos. Existen básicamente tres relaciones:
- {\displaystyle |Q/2{\sqrt {\pi \epsilon _{0}}}G|<<M}: se parece mucho al caso del agujero negro de Schwarzschild pero con dos horizontes de sucesos a una distancia razonable el uno del otro.
- {\displaystyle M=|Q/2{\sqrt {\pi \epsilon _{0}G}}|}: para este caso los horizontes de sucesos se fusionan, formando un horizonte continuo que rodea a la singularidad.
- {\displaystyle M<|Q/2{\sqrt {\pi \epsilon _{0}G}}|}: se supone que este caso no existe en la naturaleza, debido a que no es común que la carga eléctrica neta, dividida del factor del denominador, supere a la masa total de un cuerpo, pues con ello los horizontes se anulan dejando visible a la singularidad.

Además, existe la llamada hipótesis de la censura cósmica, propuesta por el matemático Roger Penrose en 1965, que no permite la existencia de singularidades desnudas en el universo.